# Prezerwatywa

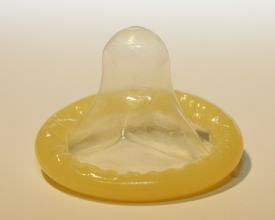
Prezerwatywa dla mężczyzn przed rozwinięciem

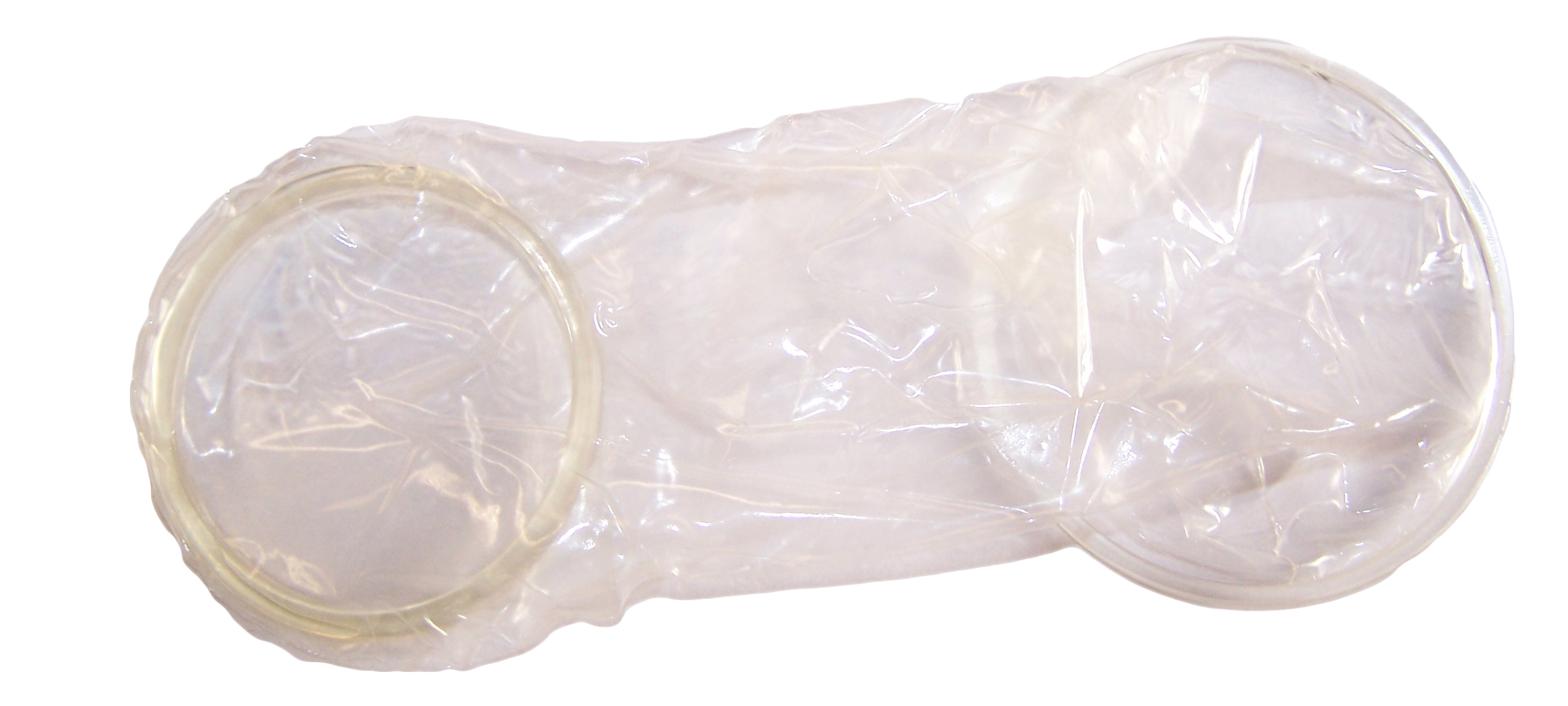
Prezerwatywa dla kobiet

Prezerwatywa (anglicyzm kondom) – mechaniczny środek antykoncepcyjny.
Prezerwatywa może być stosowana przez:
- mężczyzn – zakłada się ją na penisa w stanie erekcji bezpośrednio przed stosunkiem płciowym (wskaźnik Pearla dla prezerwatywy męskiej to od 2 do 15[1]);
- kobiety – tzw. kobiecy kondom – podobna do prezerwatywy dla mężczyzn, długości około 17 cm. Oba końce ma zakończone pierścieniami. Pierścień wejściowy zapobiegający wpadaniu do pochwy ma średnicę około 7 cm. Drugi pierścień ma na celu umiejscowienie prezerwatywy w pochwie posiada zakończenie o średnicy około 6 cm (wskaźnik Pearla dla prezerwatywy kobiecej to od 5 do 21[1]).

Prezerwatywa zmniejsza prawdopodobieństwo zakażenia się chorobami przenoszonymi drogą płciową (np.: kiłą, rzeżączką, czy zakażeniem się wirusem: HIV, HBV oraz HCV). Jednak tylko częściowo zmniejsza prawdopodobieństwo zakażenia się wirusem HPV.
Skuteczność prezerwatywy w zapobieganiu przenoszenia wirusa HIV podczas stosunków heteroseksualnych oceniana jest na 80–95%. Jak zaznacza WHO: "To oznacza, że używanie prezerwatyw chroni przed 80% do 95% zakażeń wirusem HIV, które pojawiłyby się, gdyby prezerwatywy nie zostałyby użyte (nie znaczy to, że 5% do 20% użytkowników prezerwatyw zakazi się HIV)".

## Historia prezerwatywy
Prezerwatywy są jednym z najstarszych znanych sposobów antykoncepcyjnych. Dawniej wytwarzane były z jelit zwierzęcych, dzisiaj produkuje się je z lateksu (rzadziej z silikonu).
Prezerwatywa stała się popularną ochroną przed niechcianą ciążą w XVIII wieku. Breve papieskie z 1826 r. będące stanowiskiem Kościoła katolickiego oceniało prezerwatywę negatywnie i potępiało jej stosowanie. Pierwsze prezerwatywy lateksowe wyprodukował Charles Goodyear w końcu XIX w. ale były wykonane z grubej gumy ze szwami. W 1912 Julius Fromm wyprodukował i opatentował prezerwatywę bezszwową z cienkiego lateksu.

## Zakładanie prezerwatywy męskiej

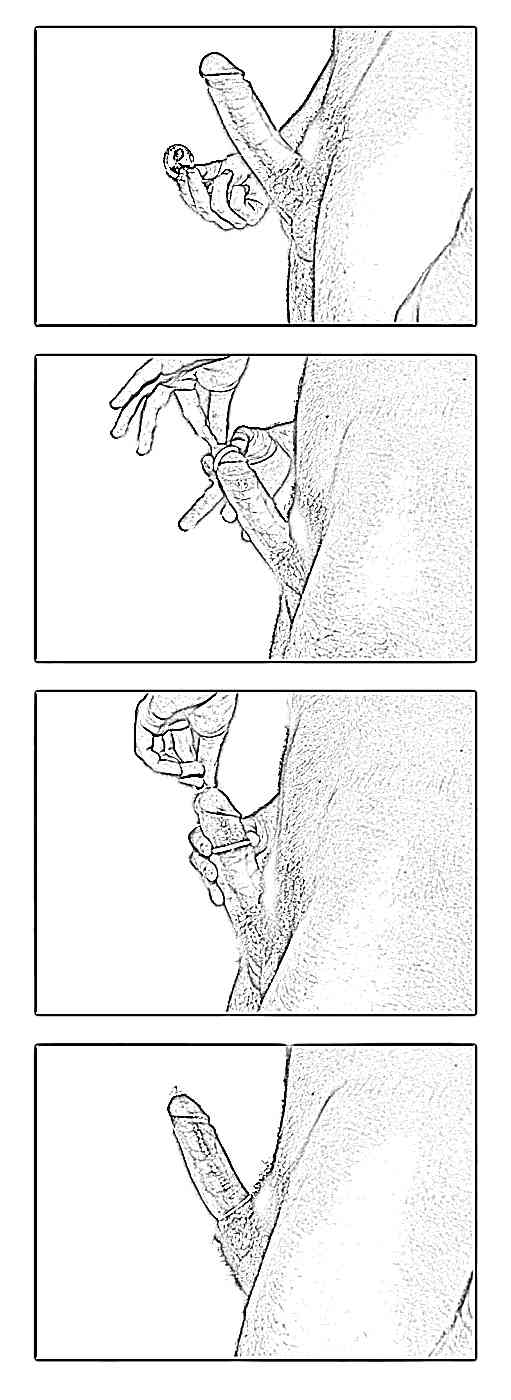
Zakładanie prezerwatywy

Aby bezpiecznie założyć prezerwatywę należy upewnić się czy opakowanie nie jest uszkodzone. Łapie się ją za zbiorniczek na końcu i rozwija na członku. Założona prezerwatywa naciągnięta jest na całą długość penisa, zazwyczaj część zostaje zrolowana. Na jej końcu zwykle znajduje się wypustka, która wypełni się nasieniem w czasie wytrysku. Dzięki temu plemniki znajdujące się w nasieniu nie dostaną się do pochwy partnerki.

## Wady i zalety
W dzisiejszych czasach prezerwatywa, oprócz swych podstawowych funkcji, ma za zadanie urozmaicenie życia seksualnego. W tym celu producenci tworzą: prezerwatywy smakowe (przeznaczone do fellatio), kolorowe, z różnego rodzaju wypustkami (mającymi zwiększyć doznania partnerki/partnera). Do wielu także dodaje się specjalne środki nawilżające, plemnikobójcze lub opóźniające wytrysk (dla mężczyzn z tendencją do przedwczesnego orgazmu).
Zaletami prezerwatyw jest także ogólnodostępność (niepotrzebna jest recepta) i możliwość natychmiastowego użycia bez skomplikowanych zabiegów.
Używanie ich, podobnie jak innych środków zapobiegania zapłodnieniu, spotyka się z krytyką ze strony niektórych wyznań religijnych.